# 江陽郡
江陽郡（こうよう-ぐん）は、中国にかつて存在した郡。後漢末から隋初にかけて、現在の四川省瀘州市一帯に設置された。

## 概要
建安年間、劉璋により犍為郡を分割して江陽郡が立てられた。江陽郡は益州に属し、郡治は江陽県に置かれた。
晋のとき、江陽郡は江陽・符・漢安の3県を管轄した。
南朝宋のとき、江陽郡は江陽・綿水・漢安・常安の4県を管轄した。
南朝斉のとき、江陽郡は江陽・常安・漢安・綿水の4県を管轄した。
南朝梁のとき、江陽郡は瀘州に転属した。
583年（開皇3年）、隋が郡制を廃すると、江陽郡は廃止されて、瀘州に編入された。